# فراری اس‌اف۹۰
فراری اس‌اف۹۰ (به انگلیسی: Ferrari SF90) یک خودروی مسابقه‌ای فرمول یک است که توسط اسکودریا فراری برای رقابت در مسابقات جهانی فرمول یک سال ۲۰۱۹ طراحی و ساخته شده‌است. این خودرو در حال حاضر توسط سباستین وتل و چارلز لکلر اداره می‌شود. این خودرو در رقابت‌های جایزه بزرگ‌سال ۲۰۱۹ استرالیا اولین رقابت خود را انجام داد.

## سابقه
فراری برای رقابت در مسابقات جهانی فرمول یک ۲۰۱۹، اس‌اف۹۰ را به عنوان یک  ماشین فرمول یک طراحی و ساخت. این اتومبیل توسط چهار قهرمان جهان سباستین وتل و اولین بازیکن فراری شارل لکلرک هدایت می‌شود و در هر مسابقه از فصل ۲۰۱۹ تا به امروز رانندگی کرده‌است. فراری برای بزرگداشت ۹۰ سالگرد شرکت‌ها و مطابق با سنت ، ویتل اتومبیل خود را «لینا» نامگذاری کرد.

## نتایج کامل مسابقات فرمول یک
(کلید) (نتایج با حروف درشت نشان می‌دهد که موقعیت قطب؛ نتایج در ایتالیا نشان دهنده سریعترین دامان)
| سال   | شرکت‌کننده      | موتور     | تایر | رانندگان    | گراند پری | گراند پری | گراند پری | گراند پری | گراند پری | گراند پری | گراند پری | گراند پری | گراند پری | گراند پری | گراند پری | گراند پری | گراند پری | گراند پری | گراند پری | گراند پری | گراند پری | گراند پری | گراند پری | گراند پری | گراند پری | امتیاز | WCC |
| سال   | شرکت‌کننده      | موتور     | تایر | رانندگان    | استرالیا  | بحرین     | چین       | آذربایجان | اسپانیا   | موناکو    | کانادا    | فرانسه    | اتریش     | بریتانیا  | آلمان     | مجارستان  | بلژیک     | ایتالیا   | سنگاپور   | روسیه     | ژاپن      | مکزیک     | آمریکا    | برزیل     | ابوظبی    | امتیاز | WCC |
| ----- | -------------- | --------- | ---- | ----------- | --------- | --------- | --------- | --------- | --------- | --------- | --------- | --------- | --------- | --------- | --------- | --------- | --------- | --------- | --------- | --------- | --------- | --------- | --------- | --------- | --------- | ------ | --- |
| ۲۰۱۹  | اسکودریا فراری | فراری ۰۶۴ | P    | سباستین وتل | ۴         | ۵         | ۳         | ۳         | ۴         | ۲         | ۲         | ۵         | ۴         | ۱۶        | ۲         | ۳         | ۴         | ۱۳        | ۱         | ب.        |           |           |           |           |           | ۴۰۹ *  | ۲ * |
| ۲۰۱۹  | اسکودریا فراری | فراری ۰۶۴ | P    | چارلز لکلرک | ۵         | ۳         | ۵         | ۵         | ۵         | ب.        | ۳         | ۳         | ۲         | ۳         | ب.        | ۴         | ۱         | ۱         | ۲         | ۳         |           |           |           |           |           | ۴۰۹ *  | ۲ * |
| منبع: |                |           |      |             |           |           |           |           |           |           |           |           |           |           |           |           |           |           |           |           |           |           |           |           |           |        |     |